# Torre dell'Orologio (Tirana)
La Torre dell'Orologio (in albanese: Kulla e Sahatit) è un edificio che si trova nella piazza Scanderbeg di Tirana.
La torre fu costruita nel 1811 da Et'hem Bey Mollaj, che costruì anche l'omonima moschea che vi si trova accanto, è alta 35 metri e al tempo della sua costruzione era l'edificio più alto della città. Le scale hanno 90 gradini che vanno a spirale. 
È un monumento di cultura di prima categoria, approvato il 24 maggio 1948, e nel 2016, anno dell’ultimo restauro, 9.833 turisti hanno visitato la torre.

## Storia
La torre dell'orologio fu costruita dai turchi ottomani e in origine aveva una campana di Venezia, che segnava il tempo ogni ora. Nel 1928, il Comune di Tirana acquistò un nuovo orologio in Germania, in sostituzione di quello esistente. L'orologio fu distrutto dai bombardamenti durante la Seconda Guerra Mondiale e fu sostituito nel 1946 con un orologio a numeri romani da una chiesa di Scutari. Nel 1970, l'orologio dei numeri romani fu sostituito da un orologio cinese. La torre fu sottoposta a lavori di ristrutturazione nel 1981 e anche nel 1999. L'accesso alla cima della torre è stato reso disponibile gratuitamente dal 1996.  Altri restauri sono stati fatti negli anni 2000 fino all’ultimo del 2016.

## Architettura
La sua base è quadrata e nella parte superiore dei locali ci sono il meccanismo e la campana dell'orologio. La torre dell'orologio ha solo un cancello per l'ingresso. La parte inferiore è stata costruita con uno spesso muro di pietra che porta scale di ferro, prima in legno, che conducono alla parte superiore della torre. La sua illuminazione è realizzata da finestre strette come torrette. Nella parte superiore del pavimento è impostato il meccanismo dell'orologio. La modifica del meccanismo dell'orologio con suono nell'orologio di campo meccanizzato ha portato cambiamenti all'aspetto originale di questa torre dell'orologio. Questo intervento fu fatto nel 1928, ricostruendo i piani superiori come li vediamo oggi. È stato restaurato l'ultima volta nel 2016 dal Comune.

## Galleria d’immagini

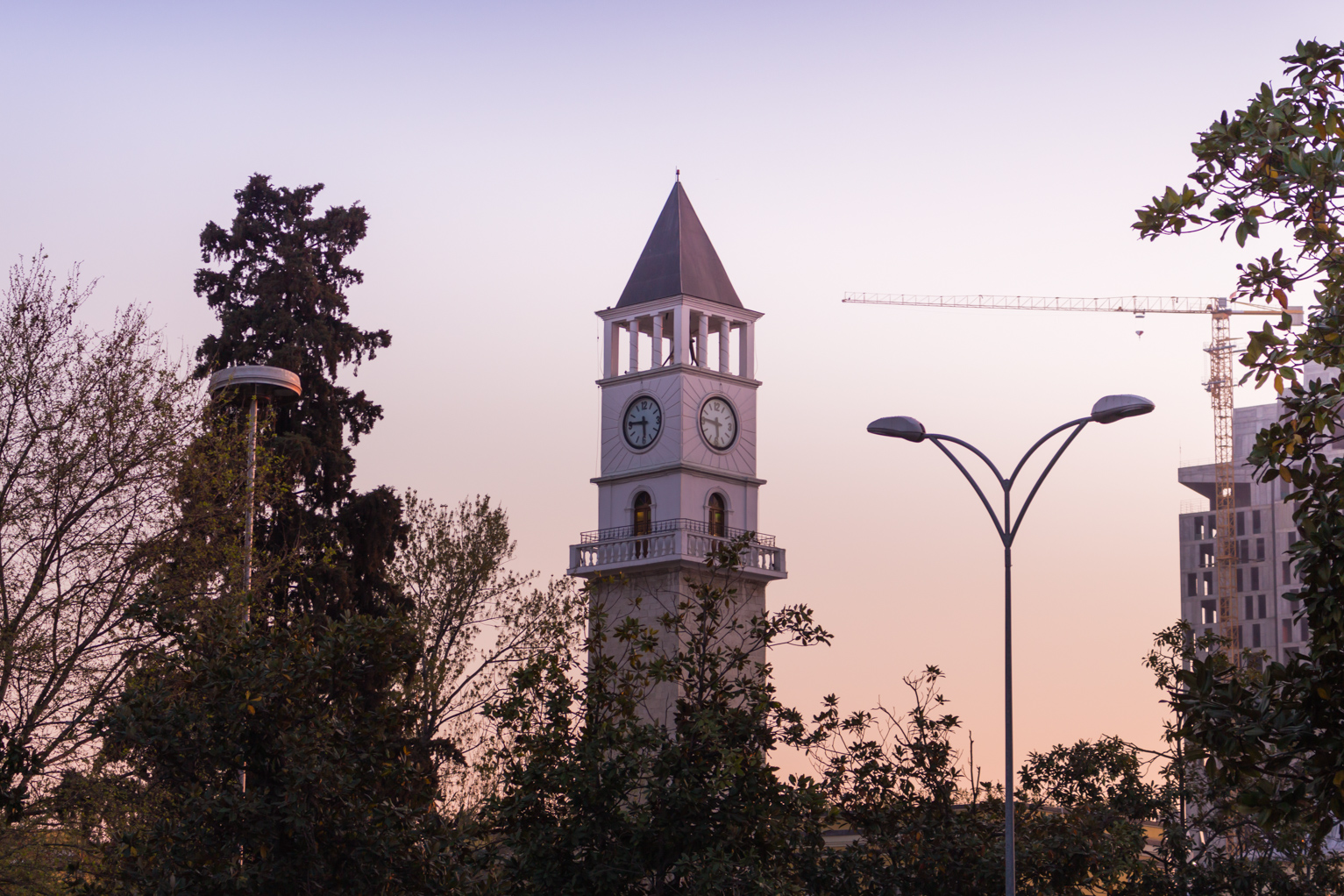
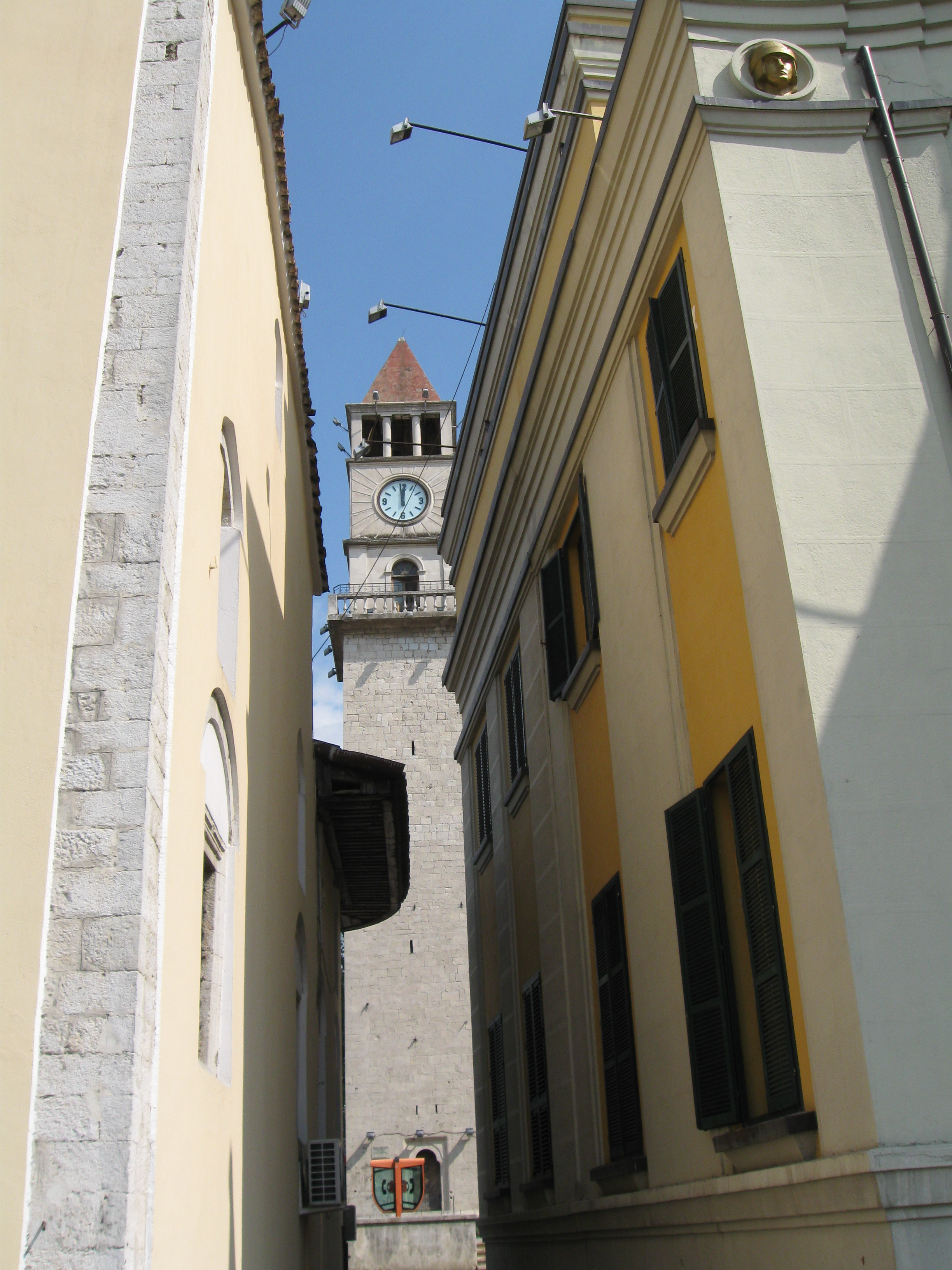
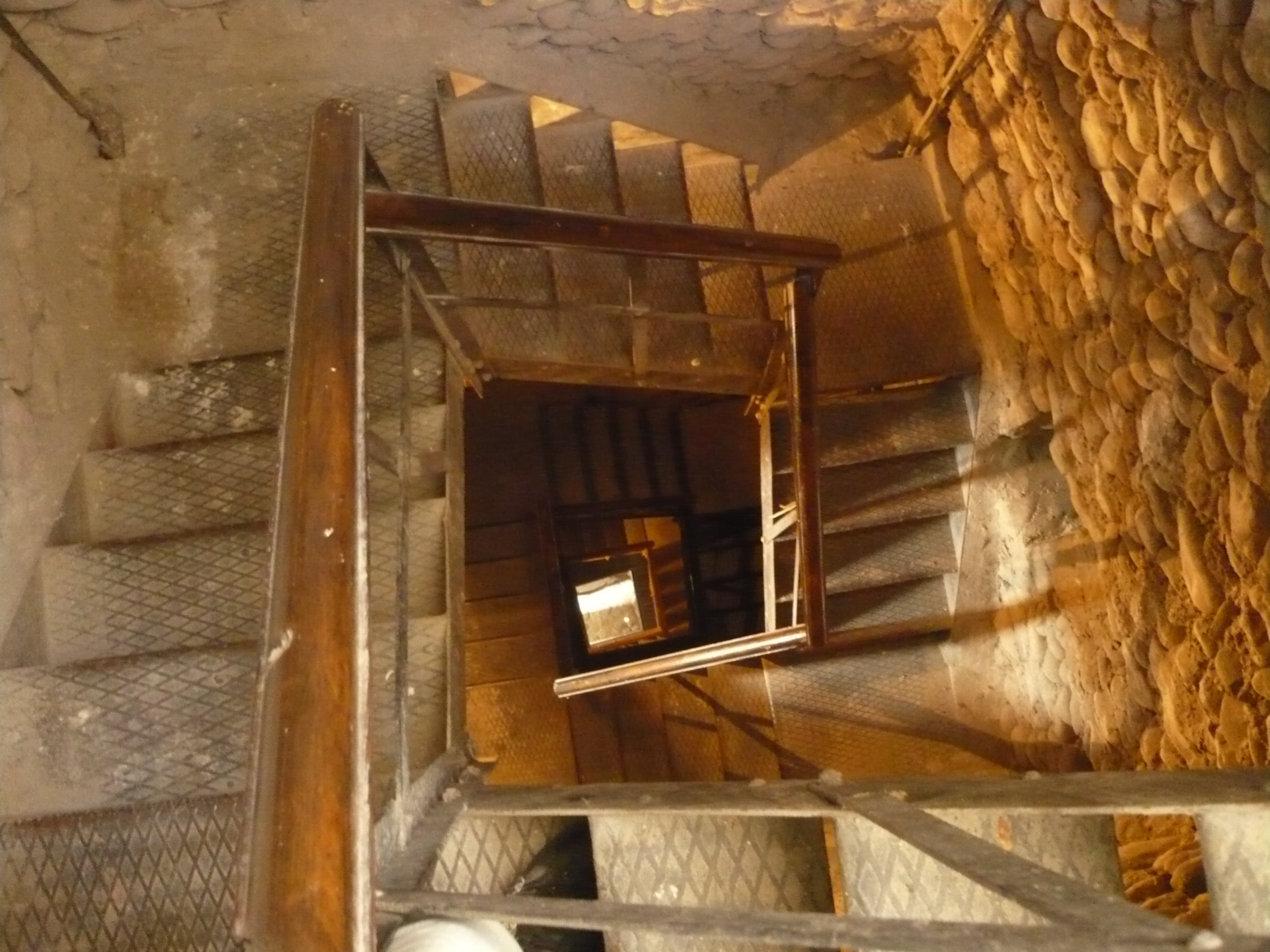
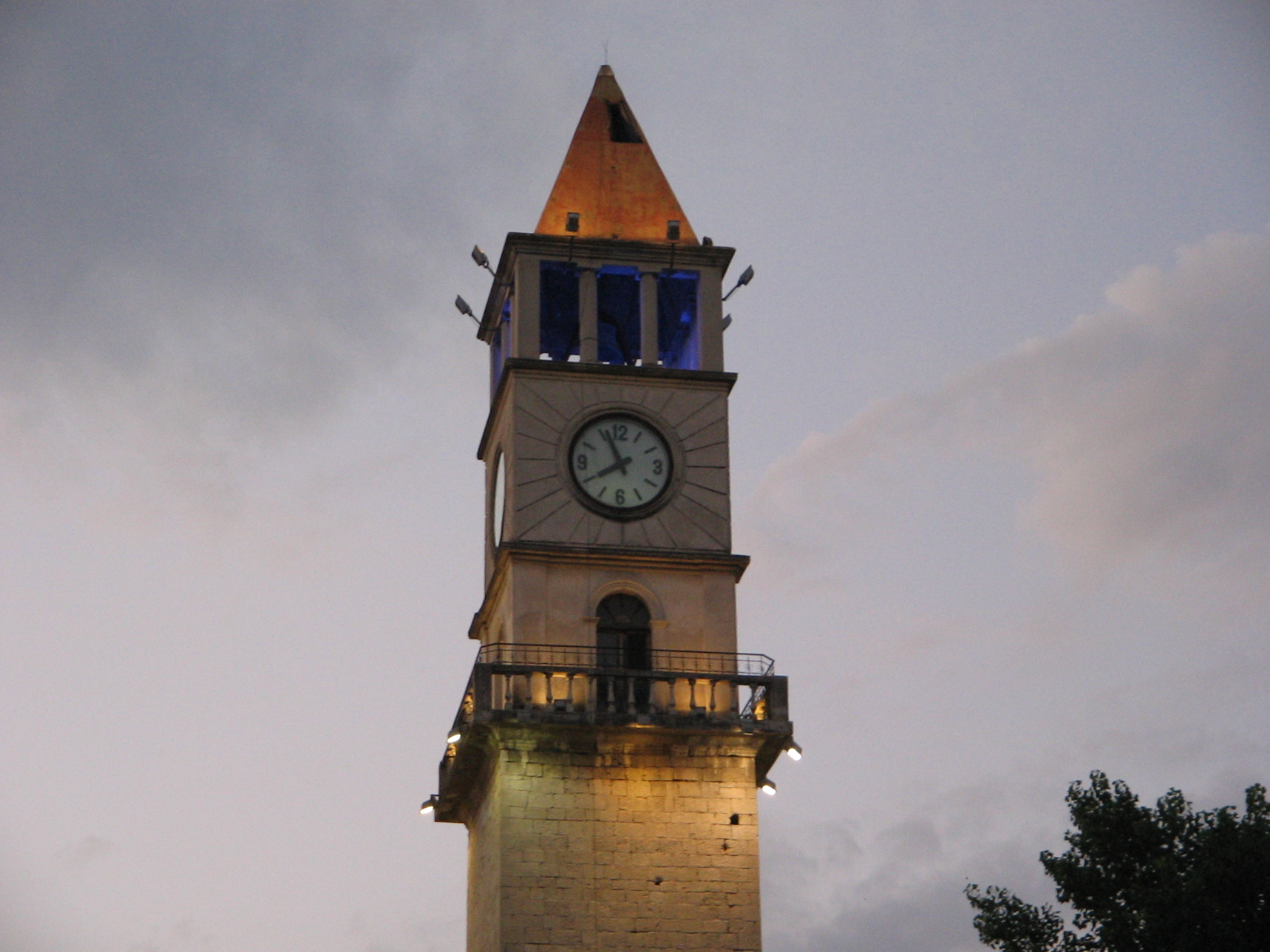
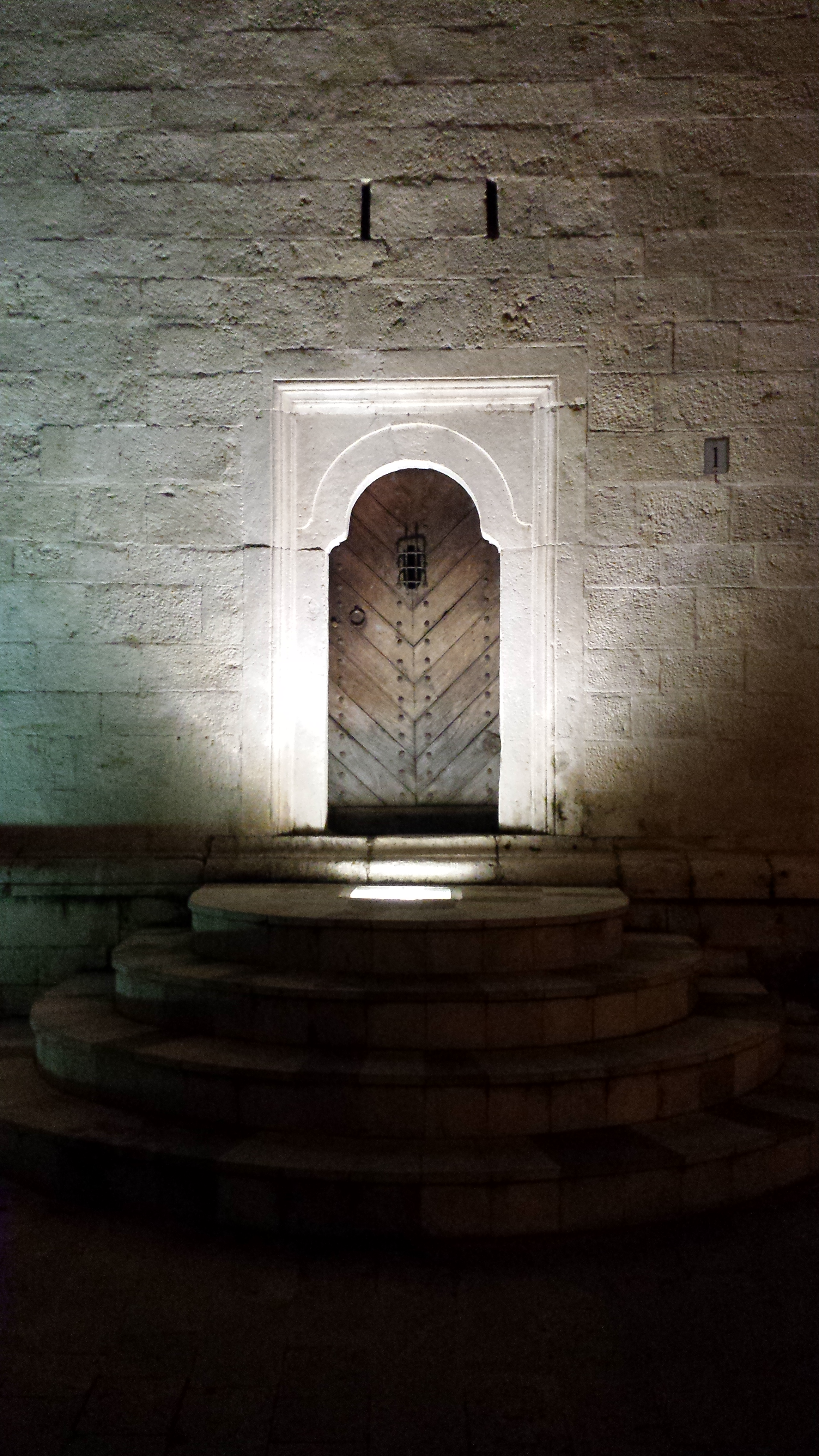